# Priwolschsk
Priwolschsk (russisch Приволжск) ist eine Stadt in der Oblast Iwanowo (Russland) mit 16.747 Einwohnern (Stand 14. Oktober 2010).

## Geografie
Die Stadt liegt etwa 50 km nordöstlich der Oblasthauptstadt Iwanowo an der Schatscha, einem rechten Nebenfluss der Wolga.
Priwolschsk ist Verwaltungszentrum des gleichnamigen Rajons.

## Geschichte
Seit 1485 ist an Stelle der heutigen Stadt das Dorf Jakowlewskoje Bolschoje bekannt. Im 16. Jahrhundert gehörte es dem Ipatios-Kloster von Kostroma.
Im 18. und 19. Jahrhundert entwickelte sich das nun nur noch Jakowlewskoje genannte Dorf zu einem bedeutenden Zentrum der Leinenweberei.
1938 wurden Dorf und mehrere umliegende Arbeitersiedlungen bei Textilfabriken vereinigt und erhielten als Priwolschsk Stadtrecht. Der Name ist nicht direkt von der Lage an (bzw. diesseits) der Wolga (russisch pri Wolge) abgeleitet – diese ist etwa 15 Kilometer entfernt, sondern vom damaligen Namen der bedeutendsten Leinenweberei Priwolschskaja Kommuna (Wolga-Kommune).

### Bevölkerungsentwicklung
| Jahr | Einwohner |
| ---- | --------- |
| 1939 | 14.669    |
| 1959 | 18.723    |
| 1970 | 19.771    |
| 1979 | 20.363    |
| 1989 | 20.680    |
| 2002 | 18.385    |
| 2010 | 16.747    |

Anmerkung: Volkszählungsdaten

## Kultur und Sehenswürdigkeiten
In der Stadt sind die Nikolaus-Kirche (Никольский собор/Nikolski sobor) von 1779 sowie eine Reihe von Wohnhäusern aus dem 19. Jahrhundert erhalten.

## Wirtschaft und Infrastruktur
In Priwolschsk gibt es Betriebe der Textilindustrie (Jakowlewsker Leinenkombinat) und eine Fabrik für Schmuckerzeugnisse (Krasnaja Presnja).
Die Stadt liegt an der Eisenbahnstrecke nach Wolgoretschensk (nur Güterverkehr), die in Furmanow von der Strecke Jaroslawl–Iwanowo abzweigt. Im etwa 20 Kilometer südwestlich gelegenen Furmanow befindet sich auch der nächstgelegene Personenbahnhof. Durch Priwolschsk führt die Fernstraße R600 (Jaroslawl–)Kostroma–Iwanowo(–Wladimir; bis 2017 auch A113).